# ライオン・スペシャリティ・ケミカルズ
ライオン・スペシャリティ・ケミカルズ株式会社（英文名称LION SPECIALTY CHEMICALS CO., Ltd.）は、ライオンの完全子会社の化学メーカー。界面活性剤や脂肪酸を始めとする化学製品の製造販売を行う。
2015年6月までの初代・ライオン・スペシャリティ・ケミカルズは、2014年までライオンとアクゾノーベルとの合弁会社であったライオン・アクゾ株式会社が、合弁解消により商号変更したもの。
2015年7月1日、ライオン本体の化学品事業と一方社油脂工業、初代・ライオン・スペシャリティ・ケミカルズの3社に分かれていた事業を統合。存続会社となった一方社油脂工業が2代目のライオン・スペシャリティ・ケミカルズとなった。

## 主な製品
- 洗剤・柔軟剤・化粧品原料
  - 第四級アンモニウム塩、アルコールエトキシレートなどの界面活性剤
- ゴム・プラスチック・添加剤
  - 導電性カーボンブラック・ゴム防着剤・脂肪族モノアマイドなど
- 殺菌剤・木材防腐剤
  - 塩化ベンザルコニウム塩、アルキルアミン類など

## 沿革

### 一方社油脂工業株式会社
- 1918年 - 設立。
- 1928年 - 大阪に本社・工場を移転。
- 1974年 - ライオングループとなる。
- 1984年 - 兵庫県小野市に本社・工場を移転。
- 2010年 - ライオンの完全子会社となる。

### ライオン・スペシャリティ・ケミカルズ株式会社（初代）
- 1963年 - 当時のライオン油脂とアーマー・アンド・カンパニー（アメリカ）との合弁企業として、ライオン・アーマー株式会社設立。
- 1971年 - 大阪工場完成。
- 1973年 - アクゾ社（オランダ）がアーマー・アンド・カンパニーを合併した事により、ライオン・アクゾ株式会社に社名変更。
- 1981年 - 四日市工場完成。
- 2006年 - 本社を三重県四日市市に移転。
- 2014年 - ライオンがアクゾ社の保有株式（50%）を譲り受け、完全子会社化。ライオン・スペシャリティ・ケミカルズ株式会社に社名変更。

### ライオン・スペシャリティ・ケミカルズ株式会社（2代目）
- 2015年 - 一方社油脂工業株式会社が、ライオンの化学品事業を会社分割により継承。同時にライオン・スペシャリティ・ケミカルズ株式会社（初代）を吸収合併し、ライオン・スペシャリティ・ケミカルズ株式会社（2代目）に商号変更。本社を東京都墨田区に移転。